# Westansteuerung

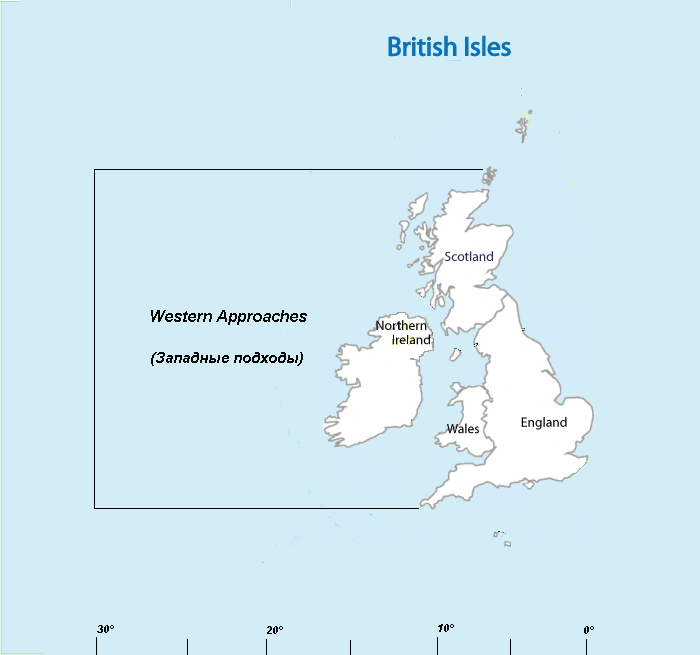
Ungefähre Lage des Gebietes der Westansteuerung

Westansteuerung (englisch Western Approaches) ist eine Bezeichnung für einen Teilbereich des Atlantischen Ozeans nordwestlich der Britischen Inseln. Das (nicht exakt definierte) Gebiet erstreckt sich etwa von der Westküste Großbritanniens bis nach Island im Grenzbereich zum Europäischen Nordmeer. Der Begriff Western Approaches wird vorwiegend im englischen Sprachraum (besonders im Vereinigten Königreich), vor allem im militärischen Zusammenhang verwendet. Bedeutung hat er insbesondere für den U-Boot-Krieg im Nordatlantik während der Atlantikschlacht im Zweiten Weltkrieg. Der Seekorridor besaß und besitzt eine hohe strategische Bedeutung für die Britischen Inseln, da von dort der größte Teil des internationalen Schiffsverkehrs Großbritannien anläuft. Die englische Bezeichnung wird gelegentlich auch im deutschen Sprachraum verwendet.
Während des Zweiten Weltkrieges wurde mit dem Western Approaches Command ein spezielles Kommando eingerichtet, das eigens für die sichere Versorgung Großbritanniens zuständig war. Zunächst wurde das Western Approaches Command von Admiral Sir Martin Dunbar-Smith von Plymouth aus geführt, dies erwies sich allerdings als umständlich, so wurde eine Umzug nach Liverpool durchgeführt. Vom 17. Februar 1941 bis zum 19. November 1942 war Admiral Sir Percy Noble Oberkommandierender des Western Approaches Command. Ab 19. November 1942 bis zur Auflösung am 15. August 1945 hatte der ehemalige U-Boot Fahrer Max Horton den Befehl über das Western Approaches Command. In den Originalräumen seines Standorts in Liverpool gibt es heute ein Museum, das sich mit dieser Thematik beschäftigt.
Als Hommage an die britische Handelsmarine entstand 1944 der Film Western Approaches.

## Einzelbelege
1. ↑  Beitrag bei liverpoolwarmuseum (Memento vom 25. Juni 2008 im Internet Archive) (englisch)
2. ↑  Beschreibung auf der Website des Museums Western Approaches Command. Abgerufen am 2. Dezember 2020 (englisch).
3. ↑  Western Approaches auf IMDb (englisch)